# It Won't Be Long
〈It Won't Be Long〉은 영국의 록 밴드 비틀즈의 두 번째 정규 음반 《With the Beatles》의 오프닝 트랙으로 쓰인, 그리고 이 음반을 위해 처음 녹음한 창작곡이다. 레논-매카트니로 크레디트되었으나, 존 레논이 대부분 작곡했으며 폴 매카트니는 가사와 편곡을 보조했다.

## 작곡
곡의 후렴은 "be long"과 "belong"을 이용한 말장난이다. 곡에는 비틀즈의 초창기 트레이드 마크인 콜 앤드 리스폰스 예예(yeah-yeah)와 스케일링 기타 리프가 등장한다. 그리고 그 당시 시점의 비틀즈의 작곡에서는 전형적인 멜로드라마적 엔딩이 음악이 멈추는 지점에서 나타난다. 이는 당시 녹음한 참이었고 출시되기 직전에 있던 〈She Loves You〉와 비슷하다. 레논의 짧은 보컬이 장7도 코드로 진행되는 곡의 끝 지점 이전까지 동반된다. 이 곡에서 로큰롤에서는 정수와도 같은 미들 에이트는 반음계 하향 코드가 사용된다는 점에서 독특하다.
존 레논은 자신의 마지막 인터뷰인 《플레이보이》지 인터뷰에서 곡이 리버풀 공연 시기 자신들을 졸졸 따라온 열혈적인 젊은 팬들보다는 광범위한 비틀즈 관객을 위해 쓰기 시작했다고 말했다. "《런던 타임스》의 평론가가 'It Won't Be Long'을 두고 우리들을 'Aeolian cadences(에올리안 마침)'이라고 부르기 시작하던 때부터 중산층이 우리 노래를 듣기 시작했습니다 ... 오늘날까지도, 전 그 'Aeolian cadences'라는 게 무슨 뜻인지 모르겠습니다. 그건 마치 이국적인 새 이름처럼 들려요." 당시 잡지에서 그 기사를 기고한 평론가 윌리엄 맨은 이 노래를 〈Not a Second Time〉과 비유하고 있었다. 《롤링 스톤》은 밥 딜런이 비틀즈의 코드를 "충격적이다, 할 말을 잃었다"고 적었을 때 이 곡을 두고 한 말로 들린다고 썼다. 음악 이론에 부합되게 쓰이지 않은 〈It Won't Be Long〉은 E코드가 바탕이 되었으나 D, C, F#코드로 전향되어 "D와 Bm의 융합으로" 이어지는 "말도 안 되는" 식으로 코드를 조합했다.

## 녹음과 발표
비틀즈는 1963년 7월 30일 두 세션을 통해 곡을 녹음했다. 첫 세션은 아침이었고 10테이크를 녹음했다. 두 번째 세션은 오후였고 7테이크를 녹음했는데, 숫자를 17–23테이크로 잘못 표기했다. 마지막으로 8월 21일에 17테이크와 21테이크를 조합했다.
영국에서는 《With the Beatles》에 수록돼 1963년 11월 22일 발표되었고, 미국에서는 1964년 1월 20일 《Meet the Beatles!》에 수록돼 처음 모습을 들어냈다. 비틀즈는 라이브나 BBC 세션에서 단 한 번도 곡을 공연한 적이 없지만, 1964년 3월에 있었던 《레디 스테디 고!》 에디션에서 립싱크로 공연을 한 적이 있었다.

## 참여 인원
- 존 레논 – 더블 트래킹 보컬, 리듬 기타
- 폴 매카트니 – 백 보컬, 베이스
- 조지 해리슨 – 백 보컬, 리드 기타
- 링고 스타 – 드럼
- 조지 마틴 – 프로듀서
- 노먼 스미스 – 엔지니어

이언 맥도널드 제공

## 참고 문헌
- “It Won't Be Long”. 《The Beatles Bible》. 2009. 2009년 4월 14일에 확인함.
- Lewisohn, Mark (1988). 《The Complete Beatles Recording Sessions》. London: Hamlyn. ISBN 0-600-55798-7.
- MacDonald, Ian (2005). 《Revolution in the Head: The Beatles' Records and the Sixties》 Seco Revis판. London: Pimlico (Rand). ISBN 1-84413-828-3.
- Miles, Barry (1998). 《Paul McCartney: Many Years From Now》. London: Vintage. ISBN 0-7493-8658-4.